# Frontul Salvării Naționale
Frontul Salvării Naționale (abreviat FSN) a fost principala formațiune politică formată la 22 decembrie 1989, în timpul Revoluției Române din 1989, sub conducerea lui Ion Iliescu și a lui Petre Roman. Consiliul Frontului Salvării Naționale (CFSN) s-a autoinstituit ca putere legislativă și executivă temporară, însărcinată cu pregătirea primelor alegeri libere și corecte din România postdecembristă. Împotriva promisiunilor făcute că nu va participa în alegeri, organul provizoriu al puterii s-a transformat în partid politic, înregistrat în registrul partidelor politice în 6 februarie 1990, ceea ce a condus la prima mare manifestație de protest a partidelor istorice (i.e. Partidul Național Liberal, PNL pe scurt, respectiv Partidul Național Țărănesc Creștin Democrat sau PNȚCD/PNȚ-CD pe scurt) din regimul postcomunist. Doar o parte din membrii Consiliilor Frontului Salvării Naționale care se formaseră atât la nivel central, cât și în fiecare județ și localitate, au devenit membri ai partidului FSN.

## Istorie

### Guvernul provizoriu
La data de 27 decembrie 1989, FSN a decretat abolirea sistemului monopartid și convocarea alegerilor. La scurt timp după aceea, două dintre cele mai importante partide istorice și interbelice, mai precis Partidul Național-Țărănesc (PNȚ) și Partidul Național Liberal (PNL), au fost re-fondate și înregistrate în cadrul registrului partidelor politice. Partidul Național-Țărănesc (PNȚ) a fost re-fondat ca Partidul Național Țărănesc Creștin Democrat (PNȚCD/PNȚ-CD).
Inițial, FSN a anunțat ca nu este un partid politic și că nu va nominaliza candidați pentru alegerile care urmează. Silviu Brucan a lansat conceptul unui partid mare și a sprijinit transformarea organizației într-un partid politic. Unii membrii, ca Dumitru Mazilu, Mircea Dinescu, Ion Caramitru, Andrei Pleșu, Dan Hăulică, Gabriel Andreescu și Doina Cornea au demisionat înainte ca FSN să se transforme în partid.
La data de 6 februarie 1990, FSN s-a transformat într-un partid politic, pentru a putea candida la viitoarele alegeri, în pofida promisiunilor anterioare. Cu excepția câtorva ziare, noua formațiune politică controla toată presa românească, în particular televiziunea controlată de stat, Televiziunea Română (TVR).
Demonstrațiile anti-FSN, demarate de partidele de opoziție PNȚCD și PNL, la începutul anului 1990, au degenerat într-un conflict violent împotriva autorităților de stat. La rândul lui, Iliescu a apelat la clasa muncitoare să sprijine FSN împotriva aghiotanților pe care i-a numit „forțe fasciste, încercând să destabilizeze țara”. Această chemare a rezultat la sosirea minerilor din Valea Jiului în București, pentru a liniști situația, evenimentele degenerând în două mineriade sângeroase.
Cu toate acestea, liderii FSN au acceptat participarea altor partide la guvernare. Noul organ de guvernământ, Consiliul Provizoriu de Uniune Națională, dominat de FSN, a condus țara până la alegerile din mai 1990. Încă o demonstrație împotriva candidaturii FSN-ului la primele alegeri libere a fost reprimată sângeros în cea de-a treia mineriadă.

### Primul guvern ales
În aprilie 1990, la prima conferință națională a FSN, Ion Iliescu a fost ales președinte. La alegerile din 20 mai 1990, cunoscute popular ca „Duminica orbului”, partidul a obținut 66,31% din voturile pentru Camera Deputaților, cu majorități covârșitoare în județele Teleorman (87,15%), Botoșani (86,79%), Vaslui (86,10%), iar candidatul partidului la președinție, Ion Iliescu, a fost ales ca Președinte al României, din primul tur de scrutin (cu 85% din voturile electoratului), prima și ultima dată în istoria postcomunistă când nu a existat un al doilea tur de scrutin. Ca urmare a primelor alegeri libere din mai 1990, Ion Iliescu l-a desemnat în calitate de prim-ministru al Guvernului României pe Petre Roman. Ulterior, relațiile dintre Iliescu și Roman s-au deteriorat, ceea ce a dus la înlăturarea celui din urmă din funcție, în urma celei de-a patra mineriade, din septembrie 1991, iar, în cele din urmă, la scindarea ulterioară a FSN în două formațiuni politice separate de stânga.

### Scindarea și desființarea
După convenția FSN din martie 1992, Petre Roman a fost ales președinte al partidului iar opozanții acestuia au părăsit formațiunea politică, formând Frontul Democrat al Salvării Naționale (FDSN), actualul Partid Social Democrat (PSD).
La alegerile legislative din 1992, FSN s-a situat pe poziția a III-a, obținând 10,19% din voturile pentru Camera Deputaților.
La data de 11 mai 1993, FSN și-a schimbat numele în Partidul Democrat (PD).

## Moștenire

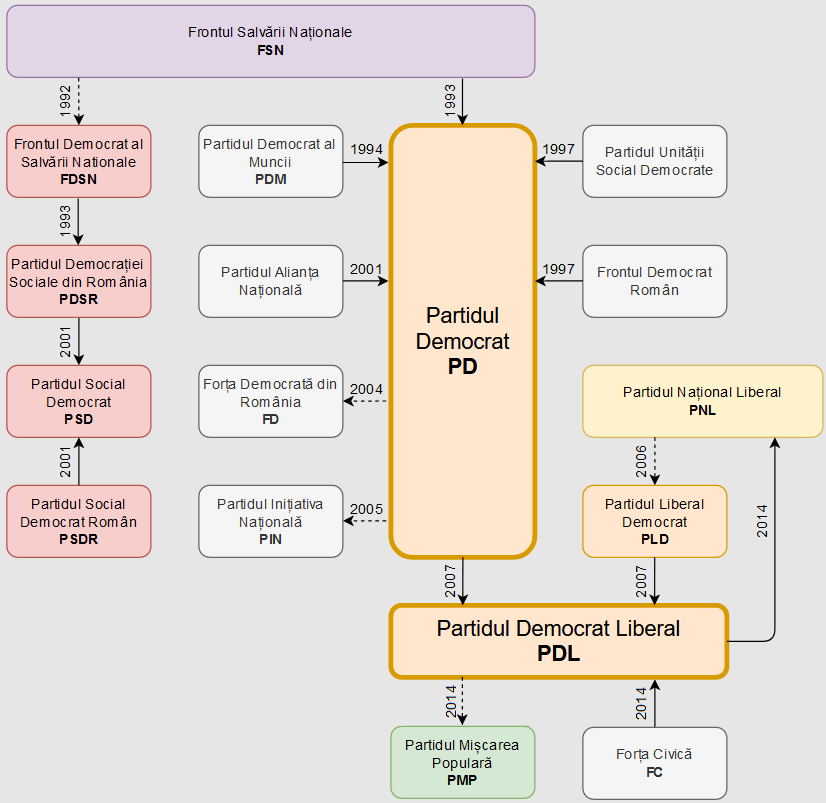
Evoluția celor 2 succesori ai FSN: PDL și PSD

Frontul Salvării Naționale (FSN) a avut un impact major asupra politicii românești post-1989. Cele două partide care au apărut din Frontul Salvării Naționale (FSN), mai precis Partidul Social Democrat (PSD) și Partidul Democrat Liberal (PDL), acesta din urmă a fuzionat cu Partidul Național Liberal (PNL) în 2014, au guvernat sau a participat la coaliții guvernamentale din 1990 până astăzi.
Fostul președinte Traian Băsescu a intrat în politică ca membru FSN și a fost ministru al Transporturilor în mai multe guverne FSN. Este de remarcat ce a remarcat retoric Băsescu, candidat la președinție din partea Partidului Democrat (PD), în cadrul Alianței Dreptate și Adevăr (DA), într-o dezbatere TV în direct cu Adrian Năstase, provenit din Partidul Social Democrat (PSD), înainte de scrutinul prezidențial din 2004: „Știți care este cel mai mare blestem al României acum? Este că românii trebuie să aleagă între doi foști membri ai Partidului Comunist (PCR).”

## Rezultate electorale

### Alegeri parlamentare
| Alegeri | Camera Deputaților | Camera Deputaților | Camera Deputaților | Senat     | Senat | Senat    | Poziție | Urmări                                                  |
| Alegeri | Voturi             | %                  | Locuri             | Voturi    | %     | Locuri   | Poziție | Urmări                                                  |
| ------- | ------------------ | ------------------ | ------------------ | --------- | ----- | -------- | ------- | ------------------------------------------------------- |
| 1990    | 9,089,659          | 66.31              | 263 / 395          | 9,353,006 | 67.02 | 91 / 119 | 1st     | Guvern FSN (1990–1991)                                  |
| 1990    | 9,089,659          | 66.31              | 263 / 395          | 9,353,006 | 67.02 | 91 / 119 | 1st     | Guvern FSN-PNL-MER-PDAR (1991–1992)                     |
| 1992    | 1,101,425          | 10.17              | 43 / 341           | 1,133,355 | 10.38 | 18 / 143 | 3rd     | Opoziție față de guvernul PDSR-PUNR-PRM-PSM (1992–1996) |

### Alegeri prezidențiale
| Alegeri | Candidat              | Voturi     | %     | Poziție |
| ------- | --------------------- | ---------- | ----- | ------- |
| 1990    | Ion Iliescu           | 12,232,498 | 85.07 | 1       |
| 1992    | Caius-Traian Dragomir | 564,655    | 4.7   | 4       |

## Personalități
- Ion Iliescu, președinte al României (1989–1992, 1992–1996, 2000–2004)
- Petre Roman, premier (1989–1991)
- Alexandru Bârlădeanu, președinte al Senatului (1990–1992)
- Marțian Dan, președinte al Camerei Deputaților (1990–1992)
- Victor Atanasie Stănculescu, ministru al Apărării (1990–1991)
- Theodor Stolojan, ministru de Finanțe (1990–1991), premier (1991–1992)
- Ion Aurel Stoica, vicepremier (1990–1992)
- Traian Băsescu, ministru al Transporturilor (1991–1992, 1996–1998, 1998–2000), președintele României (2004–2014)
- Sergiu Nicolaescu, senator (1990–1992)